# Società Sportiva Calcio Benevento 1988-1989
Questa voce raccoglie le informazioni riguardanti la Società Sportiva Calcio Benevento nelle competizioni ufficiali della stagione 1988-1989.

## Rosa
| N. |                   | Ruolo | Calciatore         |
| -- | ----------------- | ----- | ------------------ |
|    | Italia (bandiera) | C     | Roberto Antonaci   |
|    | Italia (bandiera) | C     | Roberto Beni       |
|    | Italia (bandiera) | D     | Marco Bignone      |
|    | Italia (bandiera) | P     | Michelino Bruno    |
|    | Italia (bandiera) | C     | Vincenzo Cardillo  |
|    | Italia (bandiera) | C     | Pasquale Casale    |
|    | Italia (bandiera) | D     | Roberto Cazzani    |
|    | Italia (bandiera) | A     | Andrea Chiarantina |
|    | Italia (bandiera) | A     | Enrico Chiumento   |
|    | Italia (bandiera) | D     | Angelo Cioffi      |

| N. |                   | Ruolo | Calciatore               |
| -- | ----------------- | ----- | ------------------------ |
|    | Italia (bandiera) | D     | Arturo Ciullo            |
|    | Italia (bandiera) | D     | Carmine Cocchiarella     |
|    | Italia (bandiera) | P     | Fabrizo Deogratias (I)   |
|    | Italia (bandiera) | C     | Aldo Finetto             |
|    | Italia (bandiera) | C     | Graziano Iscaro          |
|    | Italia (bandiera) |       | Mainolfi                 |
|    | Italia (bandiera) | A     | Francesco Martino        |
|    | Italia (bandiera) | C     | Massimiliano Petrucciani |
|    | Italia (bandiera) | D     | Luigi Sperandeo          |
|    | Italia (bandiera) | A     | Giancarlo Zotti          |

## Risultati

### Campionato

#### Girone di andata
| Arbitro: | Misticone (Ascoli Piceno) |

|  |           |                        |
|  | Marcatori | 74’ Alessandro Morello |

| 18 settembre 1988 2ª giornata | Cynthia | 2 – 0 | Benevento |  |

| 25 settembre 1988 3ª giornata | Benevento | 0 – 0 | Battipagliese |  |

| 2 ottobre 1988 4ª giornata | Kroton | 2 – 1 | Benevento |  |

| 9 ottobre 1988 5ª giornata | Benevento | 1 – 2 | Atletico Leonzio |  |

| 16 ottobre 1988 6ª giornata | Gela J.T. | 0 – 1 | Benevento |  |

| 23 ottobre 1988 7ª giornata | Benevento | 1 – 1 | Turris |  |

| 30 ottobre 1988 8ª giornata | Cavese | 0 – 0 | Benevento |  |

| 6 novembre 1988 9ª giornata | Benevento | 1 – 0 | Siracusa |  |

| 13 novembre 1988 10ª giornata | Juventus Stabia | 1 – 3 | Benevento |  |

| 20 novembre 1988 11ª giornata | Benevento | 0 – 0 | Trapani |  |

| 27 novembre 1988 12ª giornata | Vigor Lamezia | 0 – 0 | Benevento |  |

| 4 dicembre 1988 13ª giornata | Benevento | 1 – 2 | Sorrento |  |

| 11 dicembre 1988 14ª giornata | Afragolese | 1 – 1 | Benevento |  |

| 18 dicembre 1988 15ª giornata | Benevento | 0 – 1 | Lodigiani |  |

| 31 dicembre 1988 16ª giornata | Latina | 1 – 1 | Benevento |  |

| 8 gennaio 1989 17ª giornata | Benevento | 2 – 0 | Campania |  |

#### Girone di ritorno
| Arbitro: | Mangerini (Brescia) |

|           |           |  |
| Ricci 55’ | Marcatori |  |

| 22 gennaio 1989 19ª giornata | Benevento | 0 – 0 | Cynthia |  |

| 5 febbraio 1989 20ª giornata | Battipagliese | 0 – 2 | Benevento |  |

| 12 febbraio 1989 21ª giornata | Benevento | 1 – 1 | Kroton |  |

| 19 febbraio 1989 22ª giornata | Atletico Leonzio | 1 – 0 | Benevento |  |

| 5 marzo 1989 23ª giornata | Benevento | 4 – 0 | Gela J.T. |  |

| 12 marzo 1989 24ª giornata | Turris | 2 – 0 | Benevento |  |

| 19 marzo 1989 25ª giornata | Benevento | 1 – 1 | Pro Cavese |  |

| 25 marzo 1989 26ª giornata | Siracusa | 1 – 1 | Benevento |  |

| 9 aprile 1989 27ª giornata | Benevento | 0 – 0 | Juventus Stabia |  |

| 16 aprile 1989 28ª giornata | Trapani | 1 – 1 | Benevento |  |

| 23 aprile 1989 29ª giornata | Benevento | 0 – 0 | Vigor Lamezia |  |

| 30 aprile 1989 30ª giornata | Sorrento | 2 – 1 | Benevento |  |

| 14 maggio 1989 31ª giornata | Benevento | 1 – 0 | Afragolese |  |

| 21 maggio 1989 32ª giornata | Lodigiani | 1 – 1 | Benevento |  |

| 28 maggio 1989 33ª giornata | Benevento | 1 – 1 | Latina |  |

| 4 giugno 1989 34ª giornata | Campania | 0 – 0 | Benevento |  |